# Пегов, Дмитрий Владимирович
Дми́трий Влади́мирович Пе́гов (род. 22 мая 1973, Куйбышев, СССР) — российский железнодорожный управленец и инженер, заместитель генерального директора ОАО «Российские железные дороги», отвечающий за вопросы локомотивного хозяйства. 11-й начальник Московского метрополитена (2014—2017).

## Биография

### Образование, ОАО «РЖД»

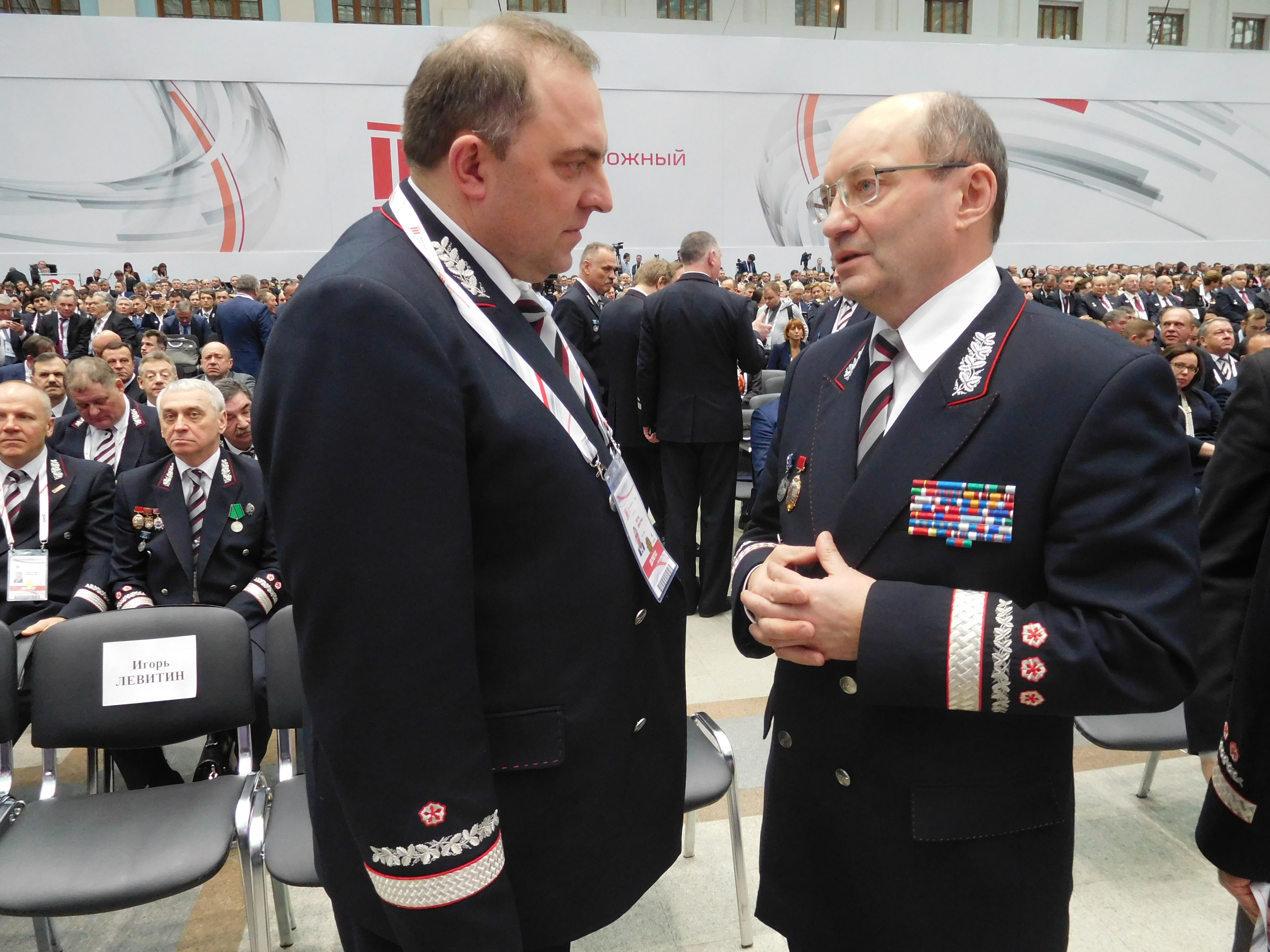
С А. Мишариным на Съезде железнодорожников. 29 ноября 2017

Пегов родился 22 мая 1973 года в Куйбышеве в семье тренеров по легкой атлетике. В 1992 году он окончил Ленинградский техникум железнодорожного транспорта им. Ф. Э. Дзержинского по специальности «Техническое обслуживание, ремонт и эксплуатация тягового подвижного состава» с присвоением квалификации техника-электромеханика, после чего поступил на специальность «Локомотивы (электровозы и электропоезда)» в Санкт-Петербургском техникуме Железнодорожного транспорта (филиал Санкт-Петербургского государственного университета путей сообщения). На втором курсе начал работать помощником машиниста электропоезда, после окончания вуза и получения квалификации инженера-электромеханика работал машинистом, машинистом-инструктором локомотивных бригад по скоростному движению. Получил повышение до заместителя начальника моторовагонного депо «Санкт-Петербург — Московское» Октябрьской железной дороги, в 2004 году возглавил депо. К тому году относится происшествие, ответственность за которое бывший начальник железной дороги Виктор Степов возлагал на Пегова и его заместителя по ремонту. Во время движения скоростного поезда от него отцепились 2 вагона, из-за чего 123 пассажира были вынуждены добираться до места назначения в тамбурах и вагоне-ресторане.
Параллельно с работой Пегов продолжил образование, в 2008 году получив степень магистра делового администрирования в Балтийском государственном техническом университете «Военмех». В июне 2009 года он был назначен начальником Северо-Западной дирекции скоростного сообщения ОАО «Российские железные дороги» и в феврале следующего года возглавил дирекцию федерального уровня в Москве. В его ведении находились организация пассажирского сообщения, подготовка кадров, эксплуатация и обслуживание подвижного состава. Пегов курировал запуск первых скоростных поездов «Сапсан» между Москвой и Санкт-Петербургом, поездов «Аллегро» между Петербургом и Хельсинки, поездов «Ласточка» на направлениях Санкт-Петербург — Великий Новгород, Москва — Нижний Новгород, Сочи — Роза Хутор и других. Под его руководством для обеспечения пассажирских перевозок во время Зимних Олимпийских игр в Сочи Пегов был награждён знаком «Почётный железнодорожник». Также в 2013 году Пегов получил диплом юриста в Высшей школе экономики.

### Московский метрополитен

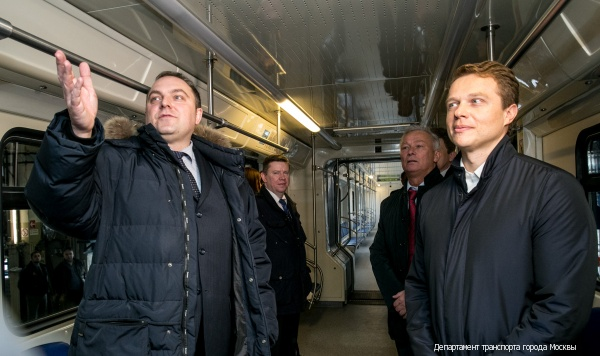
Пегов и вице-мэр Москвы Максим Ликсутов в вагоне метро 81-760А «Ока»

22 июля 2014 года мэр Москвы Сергей Собянин подписал указ о назначении Пегова начальником Московского метрополитена. Газета «Коммерсантъ» сообщала, что альтернативы кандидатуре Пегова не рассматривались, а его назначение поддерживал вице-мэр Москвы и руководитель столичного департамента транспорта Максим Ликсутов. В противовес этому издание Slon.ru предполагало, что доводом в пользу кандидатуры Пегова были его напряжённые отношения с Ликсутовым. В бытность начальником «Санкт-Петербург — Московское» Пегов отказывался приобретать пригородные электрички у Демиховского вагоностроительного завода, входящего в «Трансмашхолдинг», акционером которого на тот моменты был Ликсутов. А накануне Олимпиады в Сочи Пегов убедил главу РЖД Владимира Якунина организовывать пассажирские перевозки гостей мероприятия собственными силами, отказавшись от предложения компании «Аэроэкспресс», некогда основанной Ликсутовым и его бывшими партнёрами.
После назначения Пегов инициировал пересмотр и модернизацию технологических процессов и нормативной документации, направленную на предотвращение чрезвычайных ситуаций, подобных аварии на Арбатско-Покровской линии, которая привела к отставке его предшественника Ивана Беседина. Была пересмотрена кадровая политика: прошли сокращения среди менеджмента, усилился контроль над профессионализмом локомотивных бригад. Также по инициативе Пегова был проведён аудит инфраструктуры метрополитена (станций, перегонов, коллекторов, мостов и дизельных электростанций), в рамках нового подхода к проведению капитального ремонта путей были введены «технологические окна», в течение которых движение на отдельных участках тоннелей прекращалось для быстрой замены износившихся деталей. Ещё одной деталью стало ужесточение регламента приёмки в эксплуатацию новых станций, что привело к резким сдвигам сроков сдачи. Сам Пегов начал осваивать профессию машиниста электропоезда. Осенью 2014 года внимание журналистов привлёк его приказ, обязавший его заместителей и начальников служб, следуя примеру Пегова, добираться до работы и домой на метро — вместе с обычными пассажирами.

### Возвращение в РЖД

Летом 2017 года Пегов возвращён в РЖД. На мировом железнодорожном форуме 1520 в Сочи, 8 июня 2017 года

15 мая 2017 года новым начальником Московского метрополитена назначен заместитель Пегова Виктор Козловский, а Пегов вернулся в РЖД, где был назначен директором по пассажирским перевозкам. Пассажирским направлением в РЖД Пегов занимается совместно с начальником Департамента управления бизнес-блоком ОАО «РЖД» «Пассажирские перевозки» Павлом Бурцевым. В июне 2017 года, выступая на мировом железнодорожном форуме 1520 в Сочи, Пегов предостерёг от подражательных попыток тиражировать проект Московского центрального кольца в других городах России, пояснив, что для успеха такого масштабного и капиталоёмкого проекта необходимо сочетание множества уникальных условий и обстоятельств, которое сложилось в Москве.
Спустя 10 месяцев после назначения Пегова, РЖД показывает значительный рост пассажирских перевозок в дальнем сообщении. За первый квартал 2018 года рост составил 8,8 %, а за март этого года 14,3 % по сравнению с аналогичными периодами прошлого года.
В декабре 2018 года назначен заместителем генерального директора ОАО «РЖД», руководителем бизнес-блока «Пассажирские перевозки».
В 2021 году Пегов стал инициатором и куратором оригинального социального проекта «Поезд Деда Мороза».
В августе 2023 года назначен Заместителем генерального директора ОАО «РЖД» - начальником Дирекции Тяги.

## Награды
- Орден Дружбы (12 апреля 2023) — за достигнутые трудовые успехи и многолетнюю добросовестную работу[21]

- Медаль «За заслуги перед Республикой Карелия» (14 августа 2020) — за высокие достижения в профессиональной деятельности и заслуги перед Республикой Карелия и ее жителями

- Медаль «За развитие железных дорог» (5 апреля 2017) — за большой вклад в реализацию проекта реконструкции и развития Московского центрального кольца[22]

## Личная жизнь
Пегов — частый посетитель аэроклубов. Он имеет разрешение на управление легкомоторными самолётами и возглавляет отделение общественной организации пилотов и граждан — владельцев воздушных судов (РАОПА).